# Rosularia
Rosularia ist eine Pflanzengattung aus der Familie der Dickblattgewächse (Crassulaceae). Der botanische Name der Gattung leitet sich vom lateinischen Wort „rosula“ für Kleine Rose ab und verweist auf die zu Rosetten vereinigten Laubblätter.

## Beschreibung
Die Arten der Gattung Rosularia sind zwergige, meist ausdauernde, krautige, oft aromatische, kahle oder drüsig behaarte Pflanzen. Ihre Wurzeln sind entweder als faserige oder verdickte Pfahlwurzel ausgebildet, oder sie sind caudiciform und geschwollen. Die abgeflachten oder kugelförmigen Rosetten sind sitzend und nur selten an kurzen Trieben. Sie sind einzeln oder besitzen sitzende oder niederliegende und verlängerte Ausläufer. Die mehr oder weniger sukkulenten, flachen oder gekielten Laubblätter sind länglich bis breit spatelig. Ihre Blattränder sind ganzrandig, drüsig behaart und beborstet oder fein gezähnt.
Der seitliche oder endständige Blütenstand ist aufrecht oder niederliegend. Die urnen-, röhren- oder trichterförmigen Blüten sind schmal bis breit glocken- oder sternförmig. Sie sind sitzend, häufiger aber auch gestielt. Die Blüten sind fünf- oder fünf- bis neunzählig und obdiplostemon. Die Kronblätter sind auf einem Zehntel bis zu drei Vierteln miteinander verwachsen. Sie sind weiß mit grüner oder rosafarbener bis roter Nervatur oder hellgelb, rosafarben, rosapurpur oder etwas rosabraun. Die Staubblätter sind kürzer als die Kronblätter und an der Basis mit ihnen verwachsen.
Die Frucht ist eine aufrechte Balgfrucht. Die darin enthaltenen hell- bis dunkelbraunen, länglich ellipsoiden Samen sind 0,5 bis 1,3 Millimeter groß.

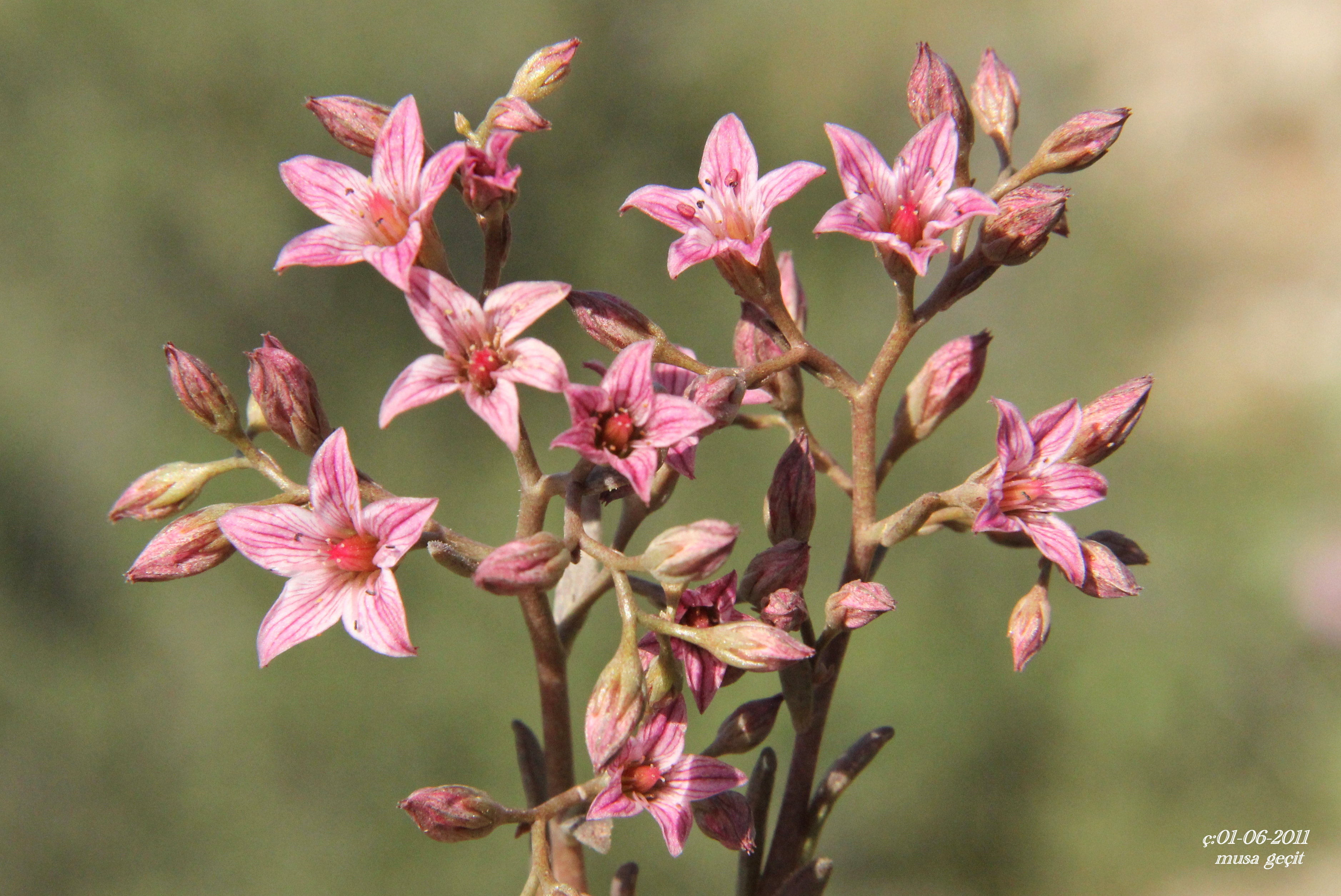
Sektion Rosularia: Rosularia sempervivum

## Systematik und Verbreitung
Die Gattung Rosularia ist im östlichen Mittelmeerraum, in Kleinasien, im Nahen Osten, im Karakorumgebirge und im Altaigebirge verbreitet.
Die Erstbeschreibung als Sektion der Gattung Umbilicus nahm Augustin-Pyrame de Candolle 1828 vor. Otto Stapf erhob die Sektion 1923 in den Rang einer Gattung. Nach Henk ’t Hart (1944–2000) wird die Gattung Rosularia in zwei Sektionen mit den folgenden Arten untergliedert:
- Sektion Rosularia
  - Rosularia blepharophylla Eggli: Türkei.[4]
  - Rosularia davisii Muirh.; kommt nur in Kleinasien vor
  - Rosularia elymaitica (Boiss. & Hausskn.) A. Berger, kommt in Kleinasien vor
  - Rosularia globulariifolia (Fenzl)  A. Berger; kommt in Kleinasien vor
  - Rosularia haussknechtii (Boiss. & Reuter) A. Berger; kommt nur in Kleinasien vor
  - Rosularia lineata (Boiss.) A. Berger; kommt nur in Vorderasien vor
  - Rosularia modesta (Bornm.) Jansson: Südlicher Iran bis Afghanistan.[4] Mit den Varietäten:
    - Rosularia modesta var. linearifolia (Jansson) Eggli: Afghanistan.[4]
    - Rosularia modesta var. modesta

  - Rosularia pallidiflora (Holmboe) Meikle; kommt nur auf Zypern vor
  - Rosularia × reginae Eggli: Türkei.[4]
  - Rosularia rosulata (Edgew.) H. Ohba: Westlicher Himalaja.[4]
  - Rosularia sempervivum (M. Bieb.) A. Berger: Östliche Türkei bis Iran.[4] Mit den Unterarten:
    - Rosularia sempervivum subsp. amanensis Eggli; kommt in der Türkei vor.[4]
    - Rosularia sempervivum subsp. glaucophylla Eggli: Türkei.[4]
    - Rosularia sempervivum subsp. kurdica Eggli: Östliche Türkei bis Iran.[4]
    - Rosularia sempervivum subsp. libanotica (Labill.) Eggli: Türkei bis Israel.[4]
    - Rosularia sempervivum subsp. persica (Boiss.) Eggli: Östliche Türkei bis Libanon und Iran.[4]
    - Rosularia sempervivum subsp. pestalozzae (Boiss.) Eggli; kommt nur im Gebiet von Libanon-Syrien vor.[4]
    - Rosularia sempervivum subsp. sempervivum

  - Rosularia serrata (L.) A. Berger; kommt nur in Griechenland, in der Ägäis und in Kleinasien vor.

- Sektion Ornithogalopsis A. Berger
  - Rosularia adenotricha (Wall. ex Edgew.) C.-A. Jansson: Afghanistan, Pakistan, westlicher und östlicher Himalaja. Mit den Unterarten:
    - Rosularia adenotricha subsp. adenotricha
    - Rosularia adenotricha subsp. viguieri (Raymond-Hamet) Jansson

  - Rosularia alpestris (Kar. & Kir.) Boriss.: Sie kommt in Russland, Afghanistan, Pakistan, Zentralasien[4] und in den chinesischen Provinzen Xinjiang und Xizang in Höhenlagen zwischen 1500 und 5000 Metern Meereshöhe vor.[5] Mit den Unterarten:
    - Rosularia alpestris subsp. alpestris
    - Rosularia alpestris subsp. marnieri (Raymond-Hamet ex H. Ohba) Eggli: Nepal.[4]

  - Rosularia glabra (Regel & Winkl.) A. Berger: Östliches und nordöstliches Afghanistan bis Zentralasien.[4]
  - Rosularia platyphylla (Schrenk) A. Berger: Sie kommt in Kasachstan, Kirgisistan und in der chinesischen Provinz Xinjiang in Höhenlagen zwischen 2200 und 2800 Metern Meereshöhe vor.[5]
  - Rosularia radicosa (Boiss. & Hohen.) Eggli: Iran bis Zentralasien.[4]

Die Flora of China unterscheidet noch eine weitere Art:
- Rosularia turkestanica (Regel & Winkler) A. Berger: Sie kommt in Kasachstan, Kirgisistan und im nördlichen Xinjiang vor.[5]

## Nachweise

## Weiterführende Literatur
- Urs Eggli: A monographic study of the genus Rosularia. (Crassulaceae). Supplement in Bradleya. Band 6. S. 1–118, 1988.